# Гиллис, Энн
Энн Гиллис (англ. Ann Gillis; 12 февраля 1927, Литл-Рок — 31 января 2018, Horam, Юго-Восточная Англия) — американская актриса.

## Биография
Гиллис родилась в Литл-Роке, Арканзас, США. Начала свою карьеру в 1934 году. Она заключила свой первый контракт со студией «Fox»  в возрасте семи лет. Хотя студия пыталась развить из Гиллис актрису, вроде второй Ширли Темпл, Гиллис в основном играла избалованных девочек, которые были далеки от амплуа Темпл.
Наиболее известна именно своими детскими ролями в фильмах «Великий Зигфелд» (1936), «Приключения Тома Сойера» (1938), «Красавчик Жест» (1939), «Эдисон, человек» (1940), «Всё это и небо в придачу» (1940), «Милая девушка?» (1941), «Солдатский клуб» (1943) и «С тех пор как вы ушли» (1944). В 1942 году Джиллис озвучивала Фэлин в мультфильме «Бэмби». После 1947 года снималась лишь на телевидении, исполнив несколько небольших ролей в ряде телесериалов 1950-х годов. Последний раз на киноэкранах актриса появилась в 1968 году в фильме «Космическая одиссея 2001 года».
С 1952 по 1970 год Джиллис была замужем за шотландским актёром Ричардом Фрейзером, от которого родила двух детей. Умерла 31 января 2018 года.